# هارنس سنگنوردی

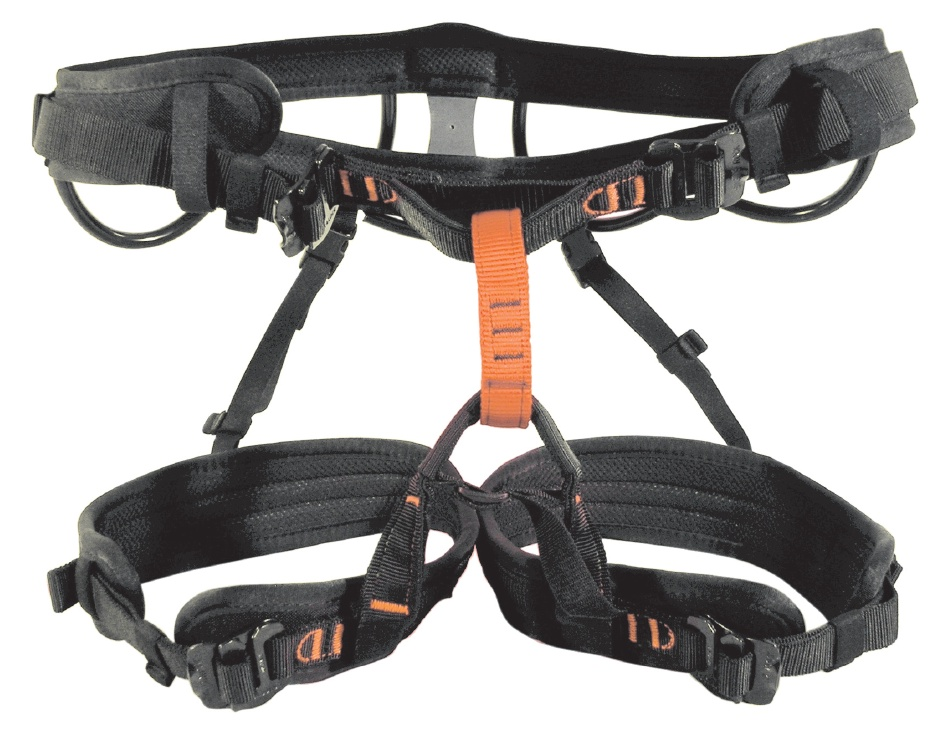
صندلی سنگنوردی یا هارنس

حمایل سنگنوردی یا در کلام عامه هارنس (به انگلیسی: Climbing Harness) یا صندلی سنگنوردی که به آن تونیک نیز گفته می‌شود، یکی از تجهیزات کوهنوردی که برای صخره‌نوردی و کار در ارتفاع ساخته شده‌است، به منظور صعود، فرود یا سایر فعالیتهایی است که نیاز به استفاده از طناب برای دسترسی با ایمنی بیشتر است مانند دسترسی با طناب، کار در ارتفاعات و غیره دارد. به وسیله هارنس فرد از کارگاه ایجاد شده خود را محکم و ایمنی کار را بالا می‌برد. با توجه به الگوهایی استاندارد به راحتی با کمک یک طنابچه (حداقل ۷ متر به قطر ۷ میلی‌متر) یا تسمه استاندارد با روش‌های متفاوت و متداول می‌توان هارنس ساخت، با بستن آن به دور کمر (بالای استخوان لگن) و ایجاد حلقه‌هایی به دور پاها، اما این کار برای فعالیت‌های جدی و کاربری طولانی توصیه نمی‌شود زیرا برای فرد استفاده‌کننده دردآور و فاقد راحتی است مگر آنکه فرد استفاده‌کننده از این نوع هارنس سبک وزن، باشد. استفاده این روش می‌تواند بسیار خطرساز نیز باشد و تحت بار و شوک جدی به بدن فرد صدمه وارد کند بدین رو توصیه می‌شود فقط از هارنس‌های استاندارد ساخته شده توسط شرکت‌های معتبر استفاده شود. هارنس‌های تولید شده برای فعالیت‌های ورزشی از سه حلقه اصلی تشکیل شده‌است، یک حلقه برای کمر و دو حلقه برای پاها، حلقه‌های پا برای تقسیم نیرو و جلوگیری به آسیب به شکم و دیافراگم طراحی شده‌است. همچنین نیز در هارنس‌های استاندارد حلقه‌هایی کوچکی برای حمل تجهیزات مانند کارابین‌ها، ابزارهای حمایت، فرود و… در کنار حلقه کمری تعبیه شده‌است و حدوداً تا حداکثر ۵ کیلوگرم نیرو را تحمل می‌کنند؛ و نیز دو بند نازک از حلقه کمری به دو حلقهٔ پا متصل شده تا این حلقه‌ها در لحاظ بی باری از حلقه کمر فاصله نگرفته و در جای استاندارد خود ثابت قرار بگیرند. همچنین در این هارنس‌ها بالشتک‌هایی استاندارد برای راحتی و جذب نیرو، و بندهایی برای سفت کردن حلقه‌های کمری و پاها متناسب با بدن فرد در نظر گرفته شده‌است. دو حلقه کوچه در جلوی هارنس برای اتصال به طناب و حلقه ای کوچک دیگری (حلقه حمایت) که این دو حلقه را به یکدیگر متصل کرده‌است برای اتصال به کارابین در نظر گرفته شده‌است. هارنس‌ها برای کاربری‌های متفاوت، از طراحی‌های متفاوتی برخوردار هستند، هارنس‌های اسپرت، هارنس‌های دیواره نوردی، هارنس‌های غارنوردی، هارنس‌های سبک هیمالیانوردی، هارنس‌های یخنوردی، هارنس‌های صنعتی، هارنس‌های نجات و غیره دارای استانداردهای خاص و امکانات منحصر به نوع فعالیت خود هستند.

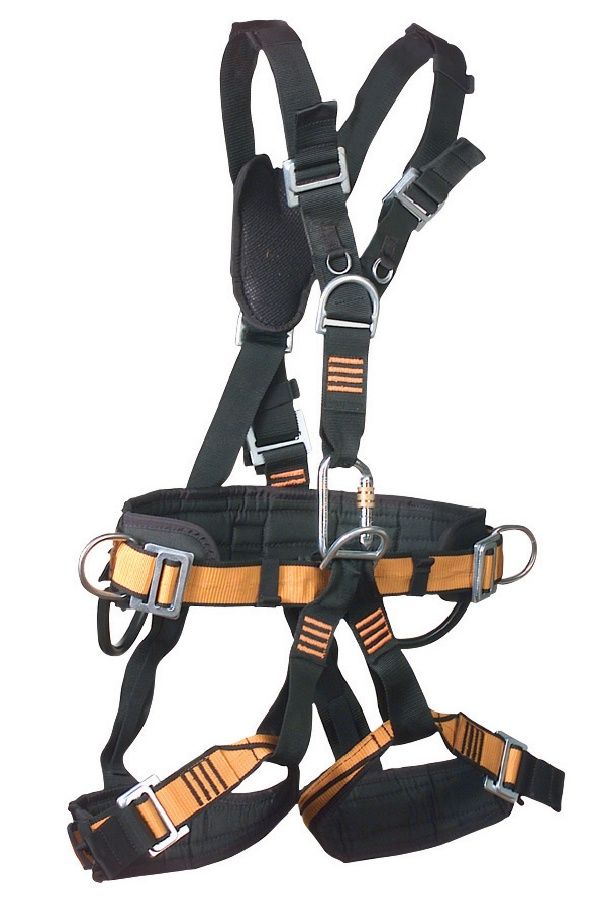
نمونه ای از یک هارنس صنعتی - ویژه فعالیت در ارتفاع

بیشتر هارنس‌های سنگنوردی تجاری از دستورالعمل‌ها و استانداردهای ساخت سازمانی، مانند فدراسیون بین‌المللی کوهنوردی (UiAA) یا کمیته استاندارد اروپا (CE) برخوردار است. به همین علت وجود این استانداردها در تهیه هارنس‌ها ضروری محسوب می‌شود.
برای فعالیت‌های ورزشی هارنس باید به طنابی دینامیک متصلی شود مگر در مواقع فرود بر روی طنابی ثابت، زیرا حتی سقوط روی سیستمی که کاملاً از اجزای ساکن تشکیل شده‌است سقوط از مسافت بسیار کوتاه یک یا دو متر کافی است تا نیروهای زیادی به بدن برسد و باعث آسیب شود و به تجیهزات نیز صدمه وارد کند. حتی در مسیرهای ویافراتا (مسیرهایی که توسط سیم‌های بکسل ایمن‌سازی شده‌اند)هارنس توسط خود حمایت‌های دینامیک به سیم‌های مسیر متصل می‌شود تا در صورت بروز حادثه خود حمایت نیروی ضربه را جذب نماید.
اتصال طناب به هارنس (اتصال به حلقه‌های تعبیه شده مخصوص اتصال به طناب) با استفاده از گره ای به نام هشت تعقیب انجام می‌شود و اغلب با گره دیگر بنام گره خفت یا ضامن ایمن می‌شود. گره هشت تعقیب با تعقیت شکل گره هشت ساده ایجاد می‌شود. در صورت استفاده از گره هشت تعقیب برای اتصال طناب به هارنس گرچه گره گشایی بعد از سقوط دشوارتر می‌کند، اما ذاتاً ایمن تر، گره زدن و تأیید صحت گره خوردن و مرتب کردن آن راحت تر است و بسیار ایمن است. بدین منظور استفاده از این گره بسیار متداول است. استفاده از گره‌های دیگری برای این منظور نیز امکان‌پذیر است، بولین دوبل بعداز هشت تعقیب متداول تر بوده، اما گره‌های خانواده بولین تنوع زیادی دارند و بعضی از آنها وقتی مکرراً در شرایط استرس و بی استرس بار قرار بگیرند خود به خود ممکن است باز می‌شوند.

## تاریخچه
اختراع هارنس سنگنوردی به ژان ایمینک، کوهنورد زن هلندی در اواخر قرن نوزدهم نسبت داده شده‌است. برخی از اولین هارنس‌های سنگنوردی در انگلستان در اوایل دهه ۱۹۶۰ توسط آلن واترهاوس، پاول سدون و تونی هوارد در کارخانه ساخت تجهیزات سنگنوردی ترول طراحی کردند، ابداع شد. هارنس سنگنوردی طراحی شده توسط کوهنورد بریتانیایی دون ویلانز توسط کمپانی ترول در سال ۱۹۷۰ برای استفاده در اکسپدیشن رخ جنوبی کوه آناپورنا ساخته شد. اندکی بعد به تولید انبوه رسید و خیلی زود در سراسر جهان محبوب شد.

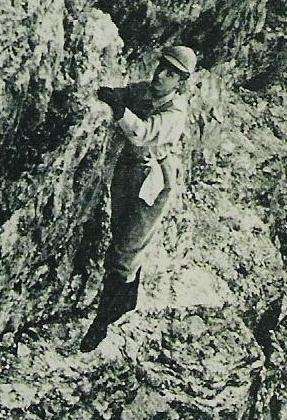
ژان ایمینک - سال ۱۸۹۳ بر روی صخره‌های کلاین زین

صندلی صعود یا هارنس در دهه ۱۹۶۰ توسط کوهنوردان یوسمیتی اختراع شد. اولین نوآوری به نام کمربند سوامی (Swami Belt) بود که چندین حلقه بافته شده به دور تا دور کمر بود. سپس به سرعت صندلی سوامی دستخوش تغییرات گشت، این هارنس با استفاده از تسمه‌های محکم بافته شده، از جمله حلقه‌های پا و یک حلقه کمر یکپارچه ارائه شد. هنگامی که طرح استاندارد شبیه به صندلی / هارنس سنگنوردی امروزی فراهم شد، تأمین کنندگان تجهیزات کوهنوردی شروع به ساختن آنها با دوخت و جایگزینی گره‌ها کردند. صندلی سوامی (Swami) از طریق مقاله ای در مجله سامیت در اواسط دهه ۶۰ در میان سنگنوردان جهان شهرت یافت. هارنس امروزی دوخته شده بعدها با کمک تکنولوژی دوخت به شکل امروزی تغییر کردند.

## انواع

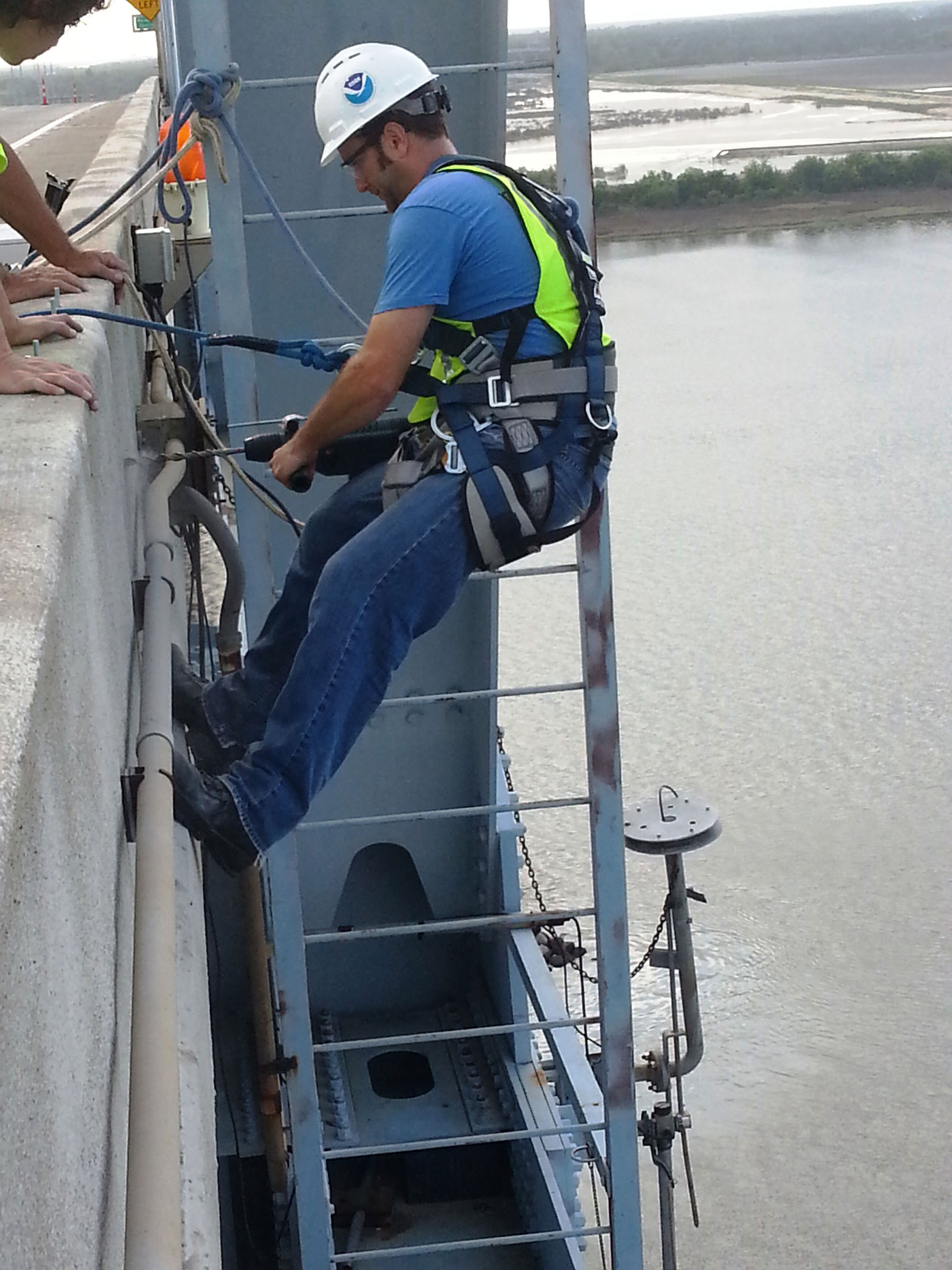
فردی در حال دریل کاری در اتفاع با استفاده از هارنس صنعتی

هارنس از کمربندی به دور کمر و دو حلقه پا تشکیل شده‌است که به‌طور معمول قسمت جلویی حلقه کمری و حلقه‌های پا (قسمت جلوی ران پا) از طریق یک حلقه ای بافته شده محکم دائمی به نام حلقه حمایت متصل می‌شوند. حلقه‌های حمایت (Belay) بسیار قوی هستند، اما با این وجود در صورت تحمل بار بیش از حد باعث بروز خطری مرگ بار می‌شود. در صخره‌نوردی، طناب به‌طور معمول از دو "حلقه اتصال جلویی لوپ کمر و پاهاً عبور می‌کند که در بالا و پایین "حلقه حمایت (belay) " قرار دارند. گره هشت تعقیب بیشتر برای سنگ نوردی استفاده می‌شود.
یک حلقهٔ حمایت هارنس (Harness Belay Loop) می‌تواند ۱۵ کیلو نیوتن (۳۳۷۲ پوند) یا حدود ۱٫۵ تن نیرو را تحمل کند. براساس استانداردهای مورد تأیید CE حلقهٔ حمایت هارنس باید برای مدت زمان ۳ دقیقه ۱۵ کیلو نیوتن نیرو را تحمل کند.
بیشتر این استفاده از هارنس در ورزش است، صخره نوردان، کوهنوردان متداول‌ترین کاربران هارنس سنگنوردی هستند زیرا هارنس‌های اسپرت دامنه وسیعی از حرکت را تأمین می‌کنند در حالی که سطح بالایی از ایمنی را حفظ می‌کنند. بندهای سفت کننده هارنس باید در حد استاندارد سفت شوند (به اندازه ای که دو انگشت از زیر آن عبور کند)، نه آنقدر شُل که لوپ‌ها از جای خود جابه‌جا شوند، و نه آنقدر سفت که تحت بار رفتن هارنس باعث ایجاد درد در ناحیه کمر و ران‌ها شود.
هارنس‌های اسپرت در سایزهای مختلف و متناسب با بدن زن و مرد طراحی می‌شوند. هارنس‌های زنانه لوپ کمر بزرگ‌تر داشته تا نیروی کمتری بر کمر وارد شود تا احساس راحتی بیشتری در فرد ایجاد شود.
هارنس سینه (Chest Harness) هارنسی است که مانند جلیقه پوشیده شده و معمولاً با صندلی هارنس پوشیده تا بتواند یک نقطه اتصال اضافی ایجاد کند. این نقطه اتصال امکان تعادل بهتر را در برخی شرایط مانند حمل بسته سنگین فراهم می‌کند (چون مرکز جرم زیر اتصال به طناب است) و هنگامی که فرد ممکن است قادر به حفظ حالت قائم نباشد (به دلیل آسیب دیدگی) یا سایر موارد از این نوع هارنس استفاده می‌شود. این نوع هارنس در مباحث نجات فنی بسیار پرکاربرد است.
هارنس تمام بدن (Full-body harness) ترکیبی از هارنس صندلی و هارنس سینه است که به‌طور دائم یا نیمه دائمی به یکدیگر متصل هستند. این نوع هارنس به‌طور معمول طیف گسترده‌ای از نقاط اتصال را ارائه می‌دهد. این نوع هارنس معمولاً در کاربردهای صنعتی / امداد و نجات مورد استفاده قرار می‌گیرد، و همچنین به‌طور معمول توسط کودکان کوچک به جای هارنس صندلی استفاده شده زیرا که از آن بیرون آوردن آن آسان است.
در یک مطالعه انجام شده، محققان به این نتیجه رسیدند که هیچ مدرک قابل توجهی از نظر آماری وجود ندارد که الگویی بین نوع هارنس و شدت اتفاقات رخ در داده در صعود را نشان دهد. تماس مستقیم با سنگ در سنگنوردی دلیل اصلی آسیب دیدگی بوده‌است، نه نوع هارنس سنگنوردی استفاده شده توسط کاربران.

## مراقبت و نگهداری
هارنس‌ها در صورت لزوم باید آرام در آب گرم (ولرم) بدون استفاده از سفید کننده‌ها و مواد شوینده قوی شست‌وشو شوند. هر وقت هارنس شما خیس شد، اجازه دهید قبل از انبار کردن، به دور از نور مستقیم خورشید خشک شود. هارنس‌ها نباید با مواد خورنده مانند اسید باتری، حلال‌ها، سفید کننده‌ها، بنزین یا کلر تماس بگیرند.

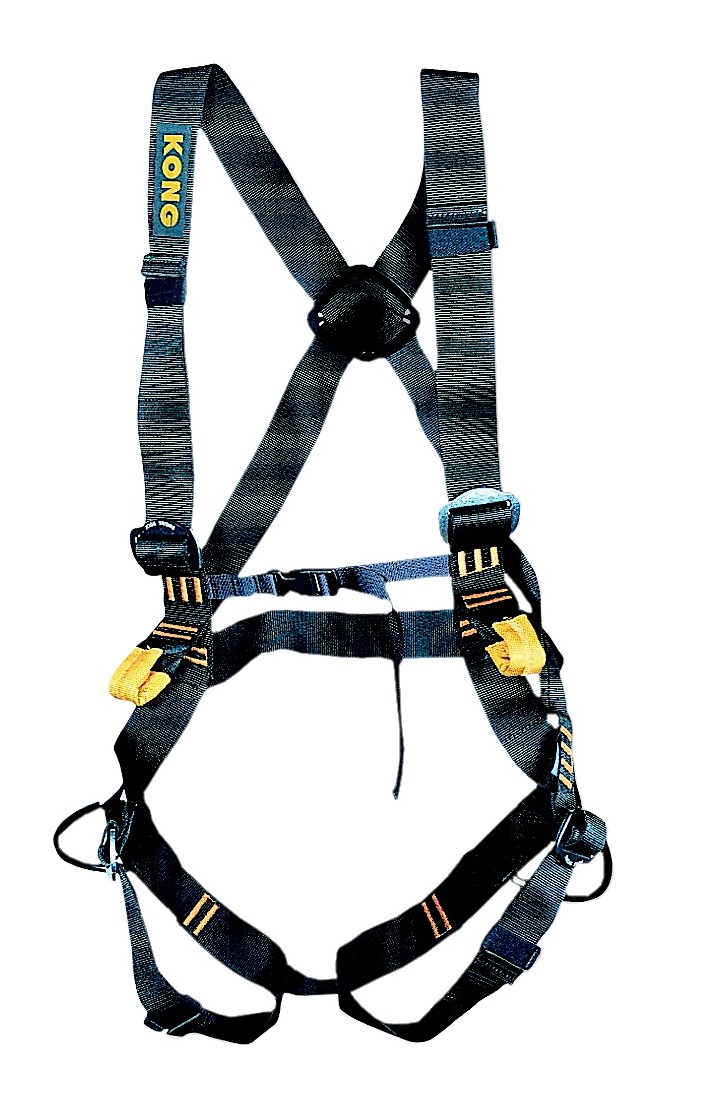
هارنس تمام بدن

هارنس نباید در معرض دمای بالاتر از ۱۴۰ درجه فارنهایت (۶۰ درجه سانتیگراد) یا زیر -۸۰ درجه فارنهایت (-۶۲ درجه سانتیگراد) قرار گیرد.

#### انبار داری
هارنس‌ها نباید در جای مرطوب و نمناک انبار شوند. تمامی وسایل کار در ارتفاع باید در محیطی تمیز و خشک، دور از نور مستقیم خورشید و به دور از منابع گرما نگهداری شوند. هارنس و سایر وسایل کوهنوردی دوخته شده باید از جوندگان و حیوانات اهلی خانگی دور نگه داشته شوند. نایلون موجود در بافت هارنس‌ها در صورت عدم نگهداری از کپک، نور ماورا بنفش (UV)، درجه حرارت شدید یا سایر عوامل مضر آسیب زننده باعث کاهش عمر مفید و بروز حادثه خواهد شد. هارنس‌ها با افزایش سن ضعیف می‌شوند. عمر مفید یک هارنس با استفاده معمول و مراقبت مناسب، تقریباً سه سال است و بسته به تعداد دفعات استفاده از آن و شرایط استفاده از آن، می‌تواند طولانی‌تر یا کوتاهتر باشد. اگر هارنس‌های آکنبد به مدت ده سال یا بیشتر به درستی انبار نشده‌است، باید بازنشسته شوند.
عواملی که باعث کاهش طول عمر هارنس می‌شوند:
- سقوط‌ها
- سایش، بریدگی، استفاده مداوم
- حرارت
- نور خورشید
- مواد خورنده

#### بازرسی و بازنشستگی
قبل و بعد از هر بار استفاده از هارنس باید از نظر آسیب و ساییدگی بررسی شود. این مورد از اهمیت حیاتی برخوردار است که هارنس در شرایط خوبی باشد. هارنس آسیب دیده باید بلافاصله بازنشسته شود. قبل و بعد از هر بار استفاده از هارنس از نظر آسیب و ساییدگی می‌بایست دقیق بررسی شود. از اهمیت حیاتی برخوردار است که هارنس در شرایط خوبی باشد.
در صورت بروز شرایط زیر هارنس باید فوراً بازنشسته شود:
- هر نوع پارگی یا سوراخ در تار و پود وجود دارد.
- بافت سوخته شده، پوسیده شده یا ذوب شده‌است.
- هر رشته نخ پاره شده، یا سایش سنگینی بر روی بافت هارنس وجود دارد.
- یکی از سگک‌ها (بندهای سفت کن) ترک خورده، ضعیف شده، سوراخ شده یا به هر طریقی آسیب دیده یا تغییر شکل داده‌است.

در صورتی که یک هارنس دچار یک سقوط شدید دچار شده باشد، اما به وضوح آسیب نبیند، ممکن است برای بازنشستگی آماده باشد. اگر در مورد قابلیت اطمینان هارنس خود شک دارید، آن را بازنشسته کرده و یک هارنس جدید تهیه کنید.